# Wolfgang Laade
Wolfgang Laade (* 13. Januar 1925 in Zeitz; † 17. September 2013 in Wädenswil) war ein deutscher Musikethnologe.
Laade studierte ab 1954 Musikethnologie, Musikgeschichte, Systematische Musikwissenschaften und Ethnologie an der Freien Universität Berlin und wurde 1960 promoviert. 1972 habilitierte er sich an der Universität Zürich, wo er 1980 zum Titularprofessor ernannt wurde. 1990 wurde er pensioniert.
Laade sammelte Tonträger, Bücher und Musikinstrumente mit dem Ziel, weltweit musikalische Ausdrucksformen und ihre Beziehung zu größeren soziokulturellen Zusammenhängen zu dokumentieren. Dabei erforschte er teilweise bedrohte Musikkulturen indigener Bevölkerungsgruppen, so in Lappland, Ozeanien, Sri Lanka, Neuguinea, Taiwan und Simbabwe. Für sein Lebenswerk wurde ihm die internationale Auszeichnung in der Kulturanthropologie, der Sigillo d’Oro Pitrè – Salomone Marino, verliehen. Seine Sammlung wird heute als „Music of Man Archive“ am Center for World Music der Stiftung Universität Hildesheim aufbewahrt.

## Werke (Auswahl)
- Musik der Götter, Geister und Menschen. Die Musik in der mythologischen, fabulierenden und historischen Überlieferung der Völker Afrikas, Nordasiens, Amerikas und Ozeaniens. Eine Quellensammlung mit 28 Abbildungen. (Sammlung musikwissenschaftlicher Abhandlungen, Band 58) Valentin Koerner, Baden-Baden 1975